# Daumants Dreiškens
Daumants Dreiškens (ur. 28 marca 1984 w Gulbene) – łotewski bobsleista, dwukrotny medalista olimpijski i czterokrotny medalista mistrzostw świata. Jeździ w czwórkach i dwójkach.
Na igrzyskach olimpijskich w Soczi w 2014 roku zdobył złoty medal w czwórkach i brązowy  dwójkach. Ponadto startował na igrzyskach 2006 (6 w dwójkach, 10 w czwórkach) i 2010 (8 w dwójkach). W 2009 roku zdobył brąz na Mistrzostwach Świata w Lake Placid w czwórkach, rok wcześniej w tej samej konkurencji sięgnął po złoto Mistrzostw Europy.